# Galerie Trygve Lie
 (août 2017).
Pour les articles homonymes, voir Lie.

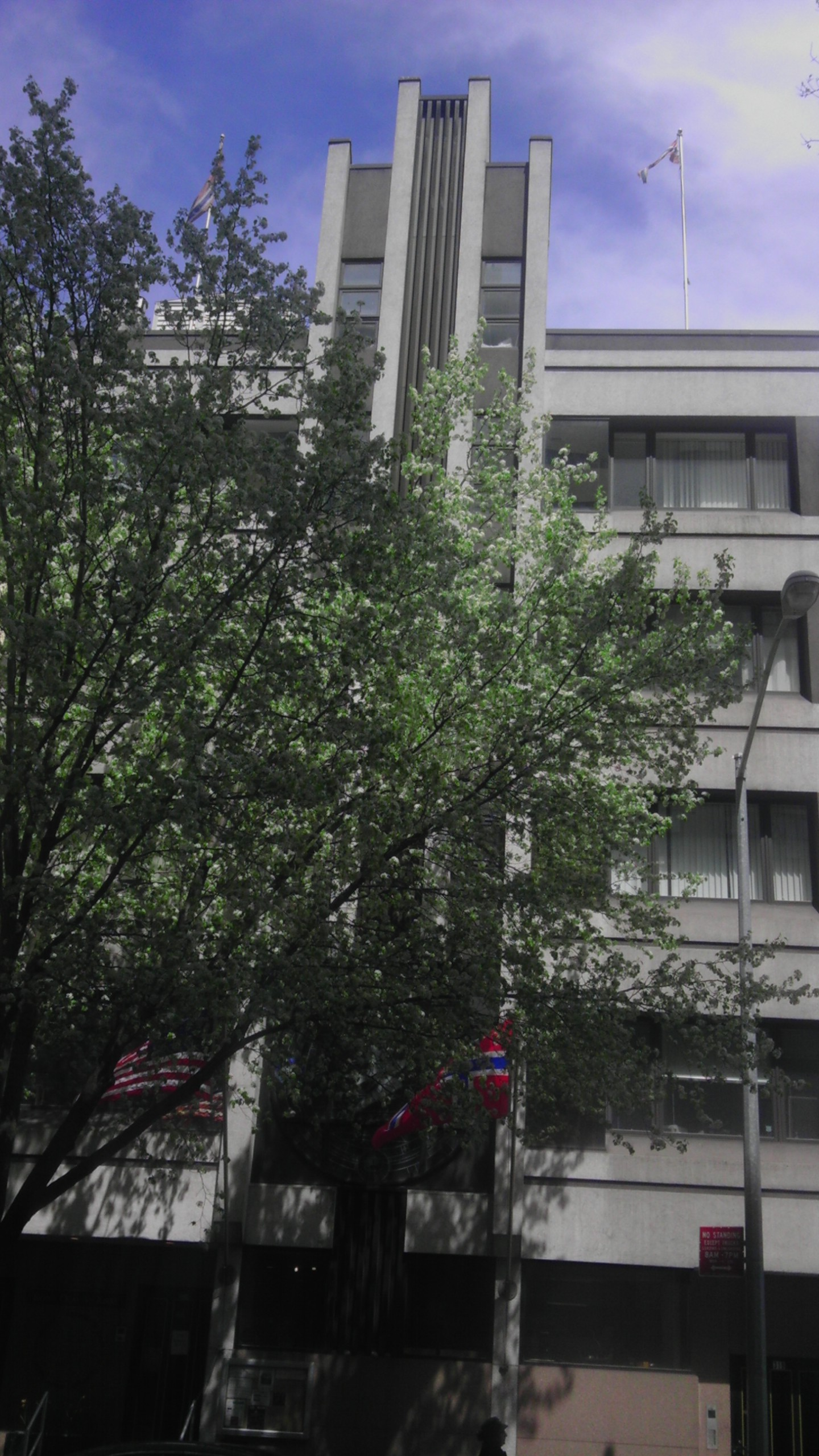
52e rue, 317 est

La galerie Trygve Lie est une galerie d'art situé sur la 52e rue, au 317 est, à Manhattan, New York City.

## Historique
La galerie Trygve Lie a été créée pour promouvoir la culture américano-norvégienne et l'art scandinave à un large public dans la Ville de New York. Le 19 septembre 2003, la galerie a été inaugurée par l'ancien ambassadeur de la Norvège aux États-Unis, Knut Vollebæk. La galerie a exposé un certain nombre d'artistes norvégiens et scandinaves reconnus. Elle accueille également d'autres évènements artistiques, récitals, conférences et spectacles,.
La galerie tient son nom du premier secrétaire général de l'organisation des Nations Unies. Elle est localisée au sein de, et gérée par l'église luthérienne norvégienne "Seamen's Church" de New York City  ,,,